# Orthodoxe Kirchenbauten
Orthodoxe Kirchenbauten unterscheiden sich manchmal äußerlich, vor allem aber in der Gestaltung und Ausstattung des Innenraumes von römisch-katholischen und protestantischen Kirchengebäuden. Kirchengebäude katholisch-unierter Gemeinschaften folgen größtenteils dem Schema der orthodoxen, da sie trotz Unterstellung unter den Papst orthodoxe Riten pflegen.

## Bauformen
Äußerlich fallen die zahlreichen Kuppeln auf, die wie im westlichen Kirchenbau den Himmel symbolisieren.

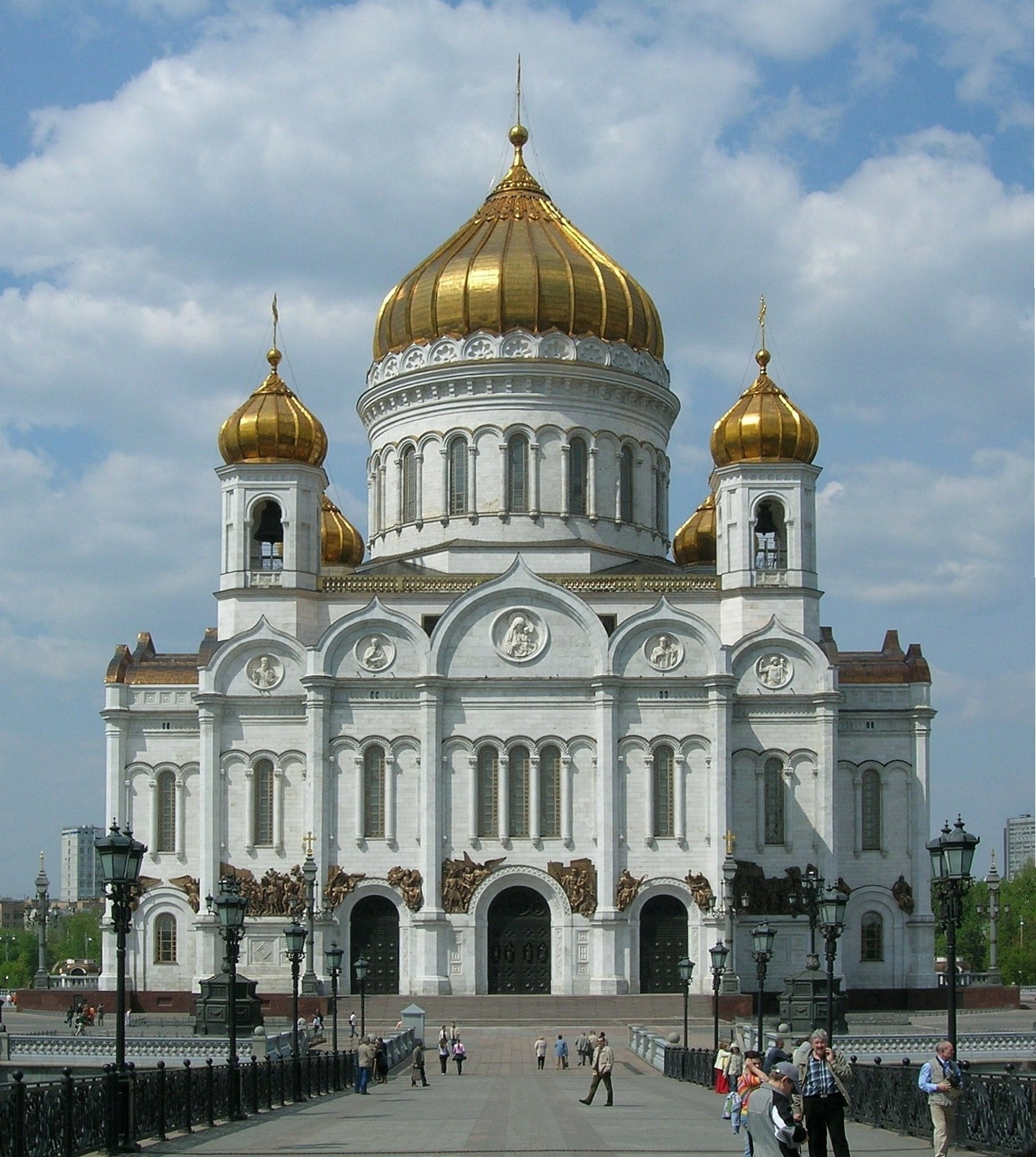
Christ-Erlöser-Kathedrale in Moskau, 19. Jh.
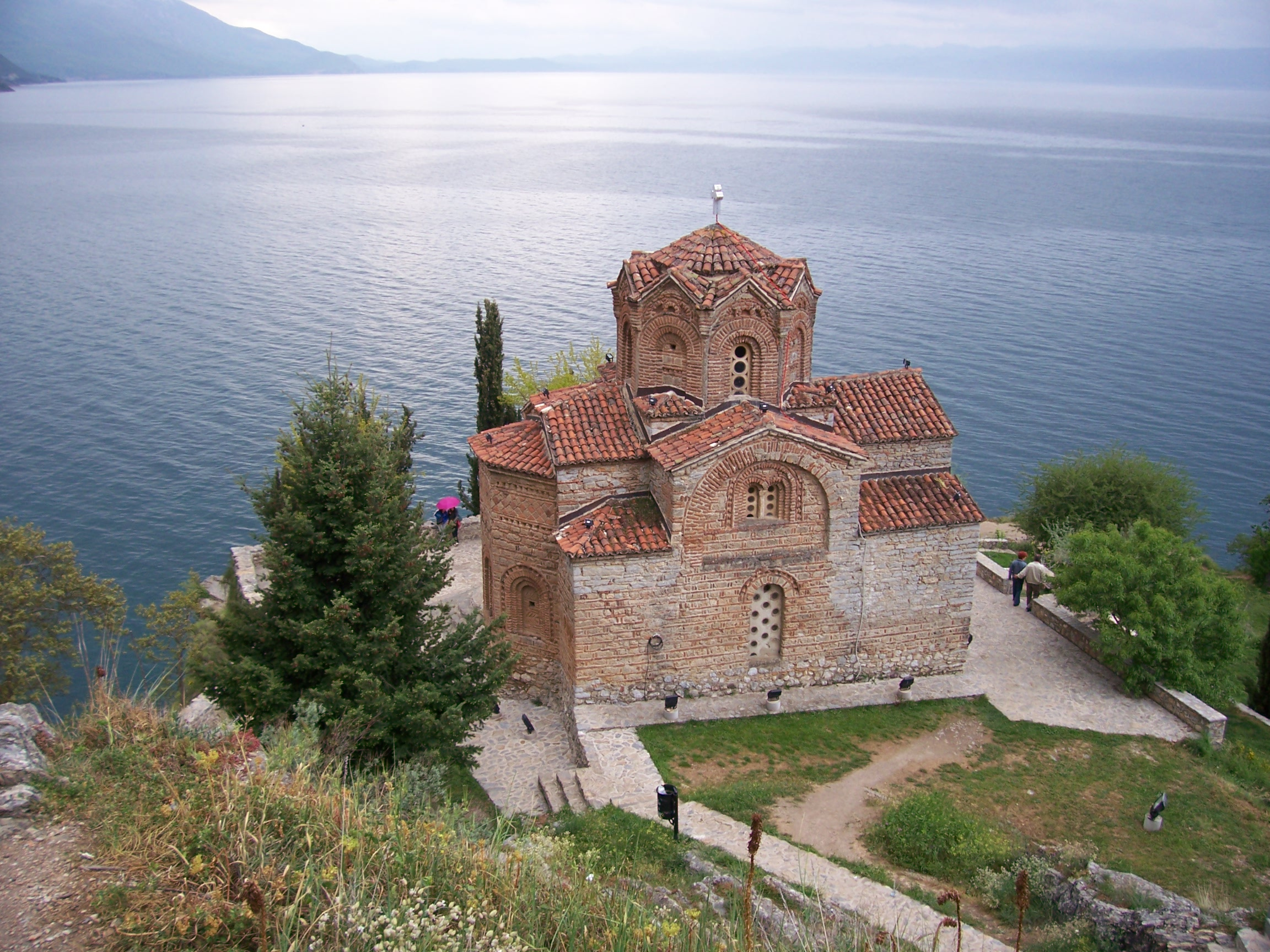
Sveti Jovan Kaneo in Ohrid (Nordmazedonien), 13. Jh.
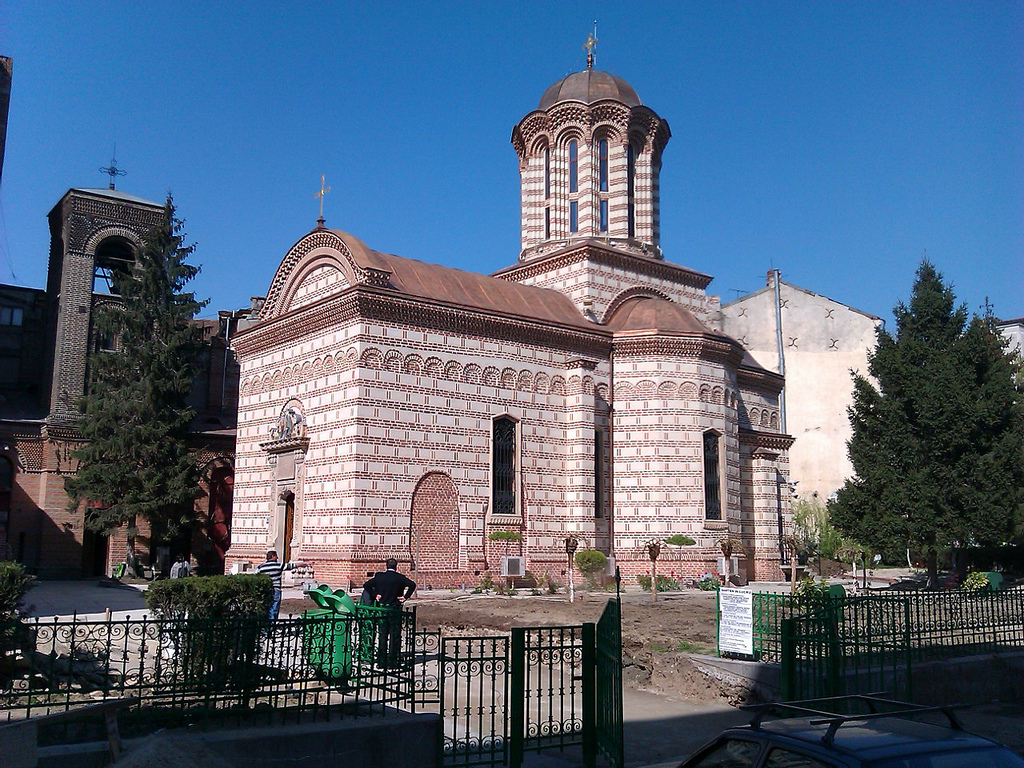
Kirche St. Anton in Bukarest, Rumänien
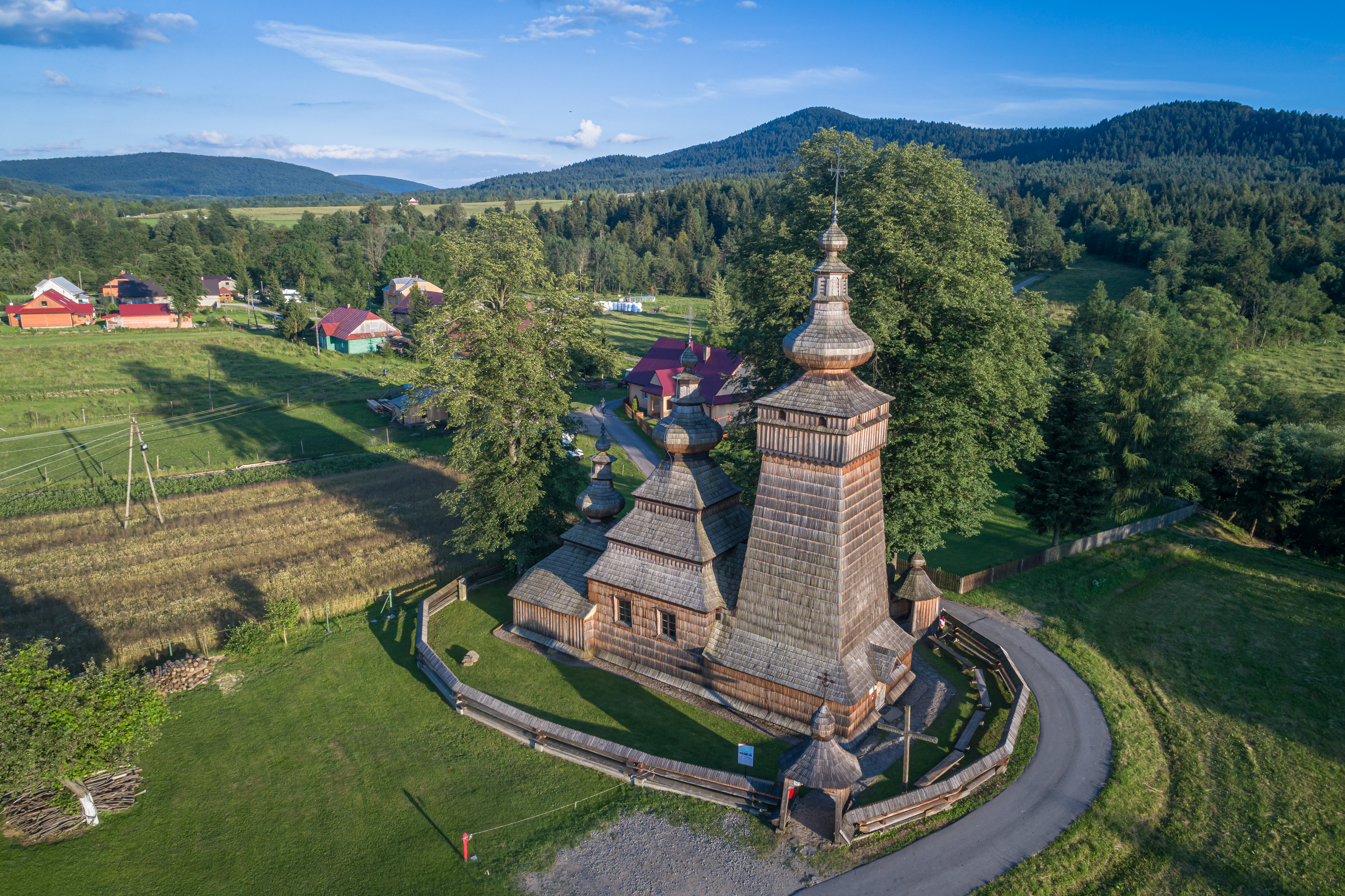
Orthodoxe oder unierte Dorfkirche in Kwiatoń (Polen)
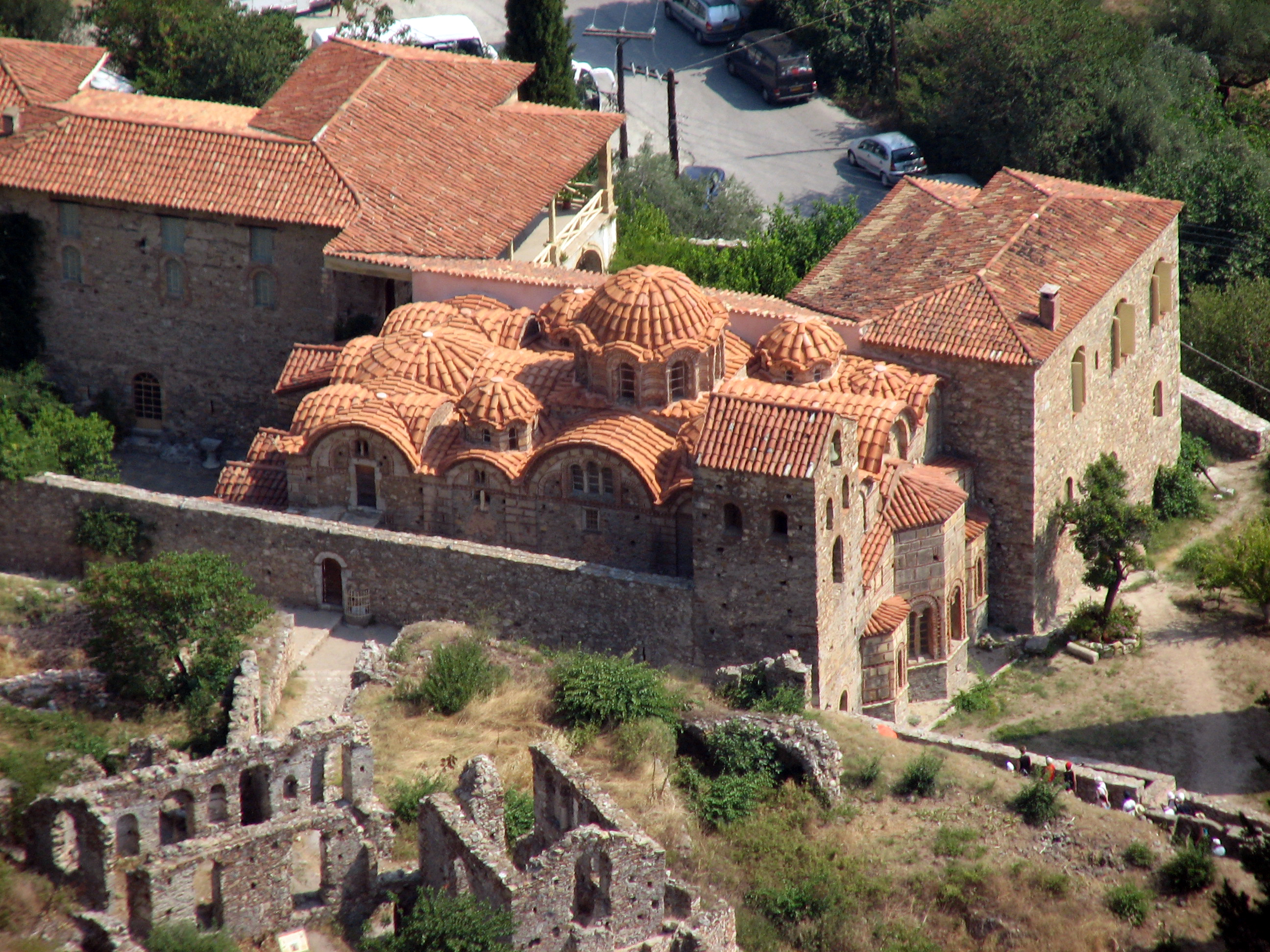
Pantánassa-Kloster (Mistra, GR) 15. Jh.

Beispiele für orthodoxe Kirchenbauten verschiedener Stile der Baugeschichte und regionaler Bautraditionen:

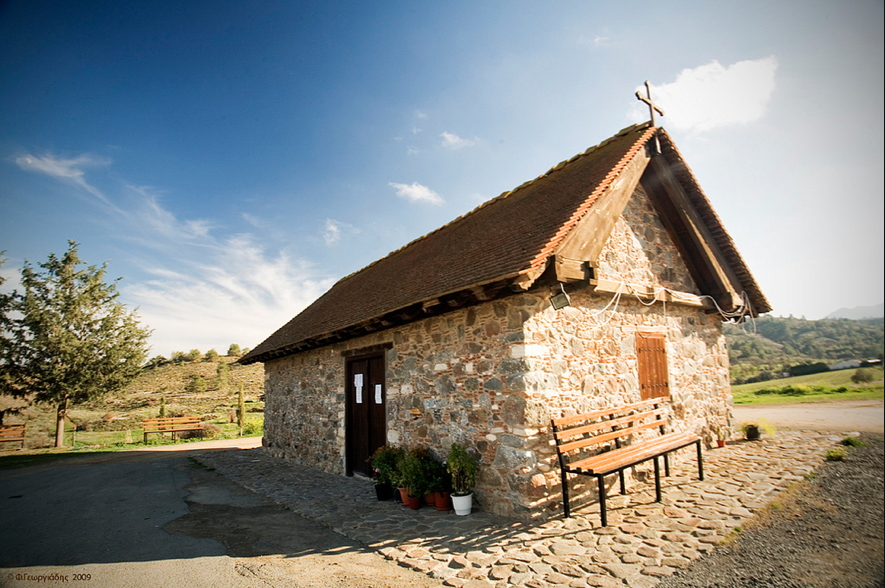
Rustikale Dorfkapelle auf Zypern
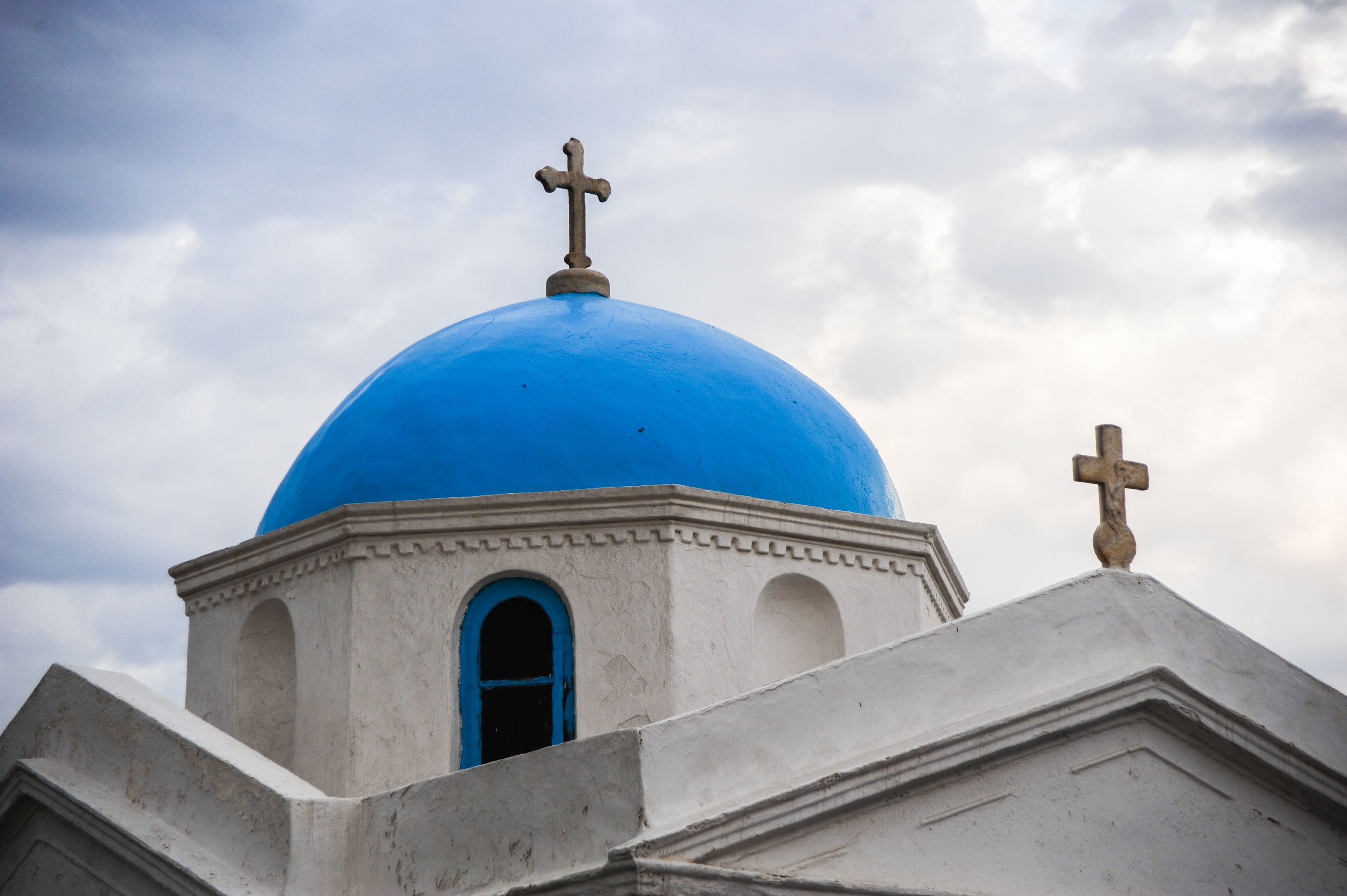
Kirche auf Mykonos als Beispiel der Kykladischen Architektur
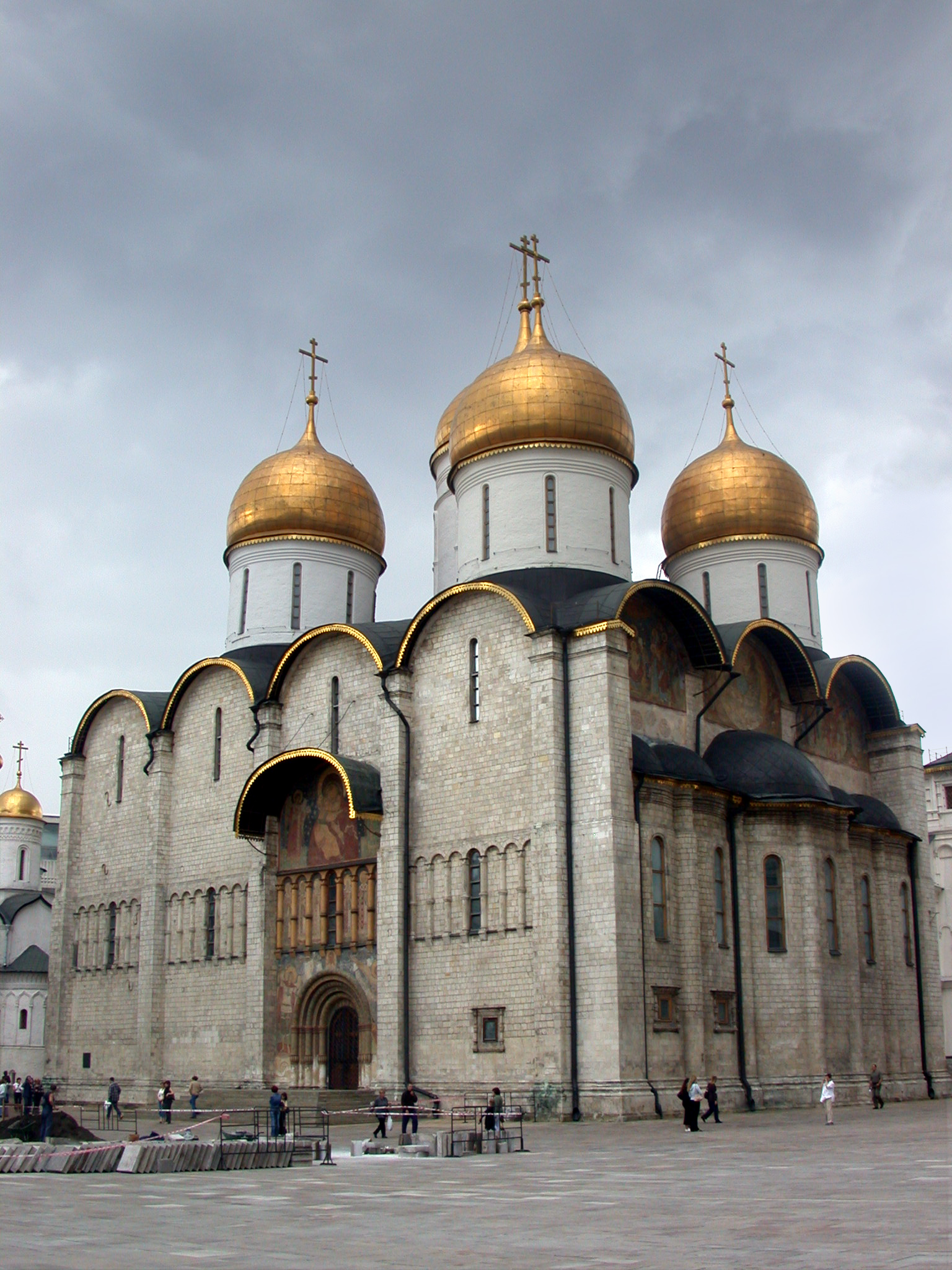
Russische Tradition und italien. Renaissance: Mariä-Entschlafens-Kathedrale (Moskau)
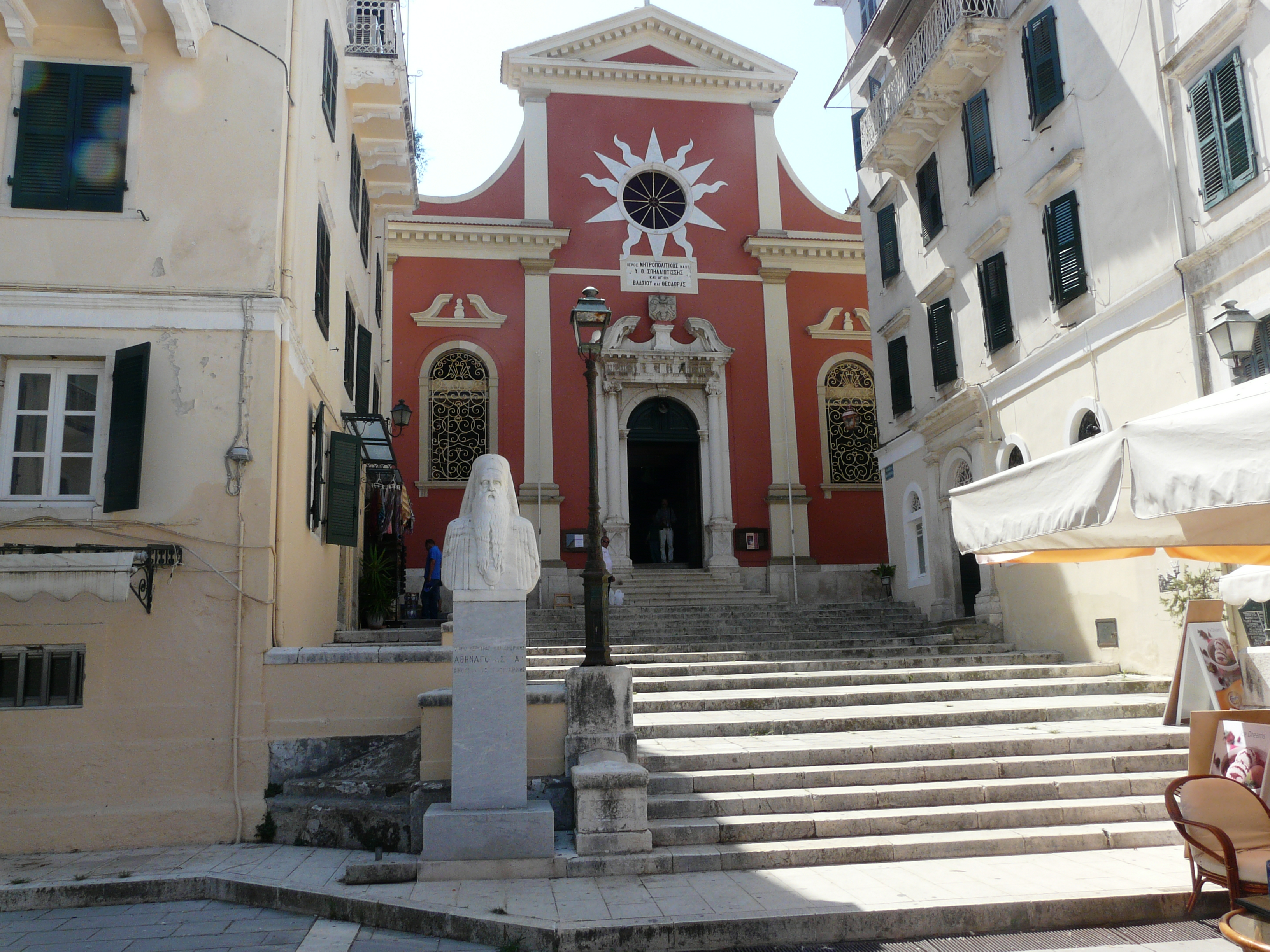
Orthodoxe Barockkirche in Korfu
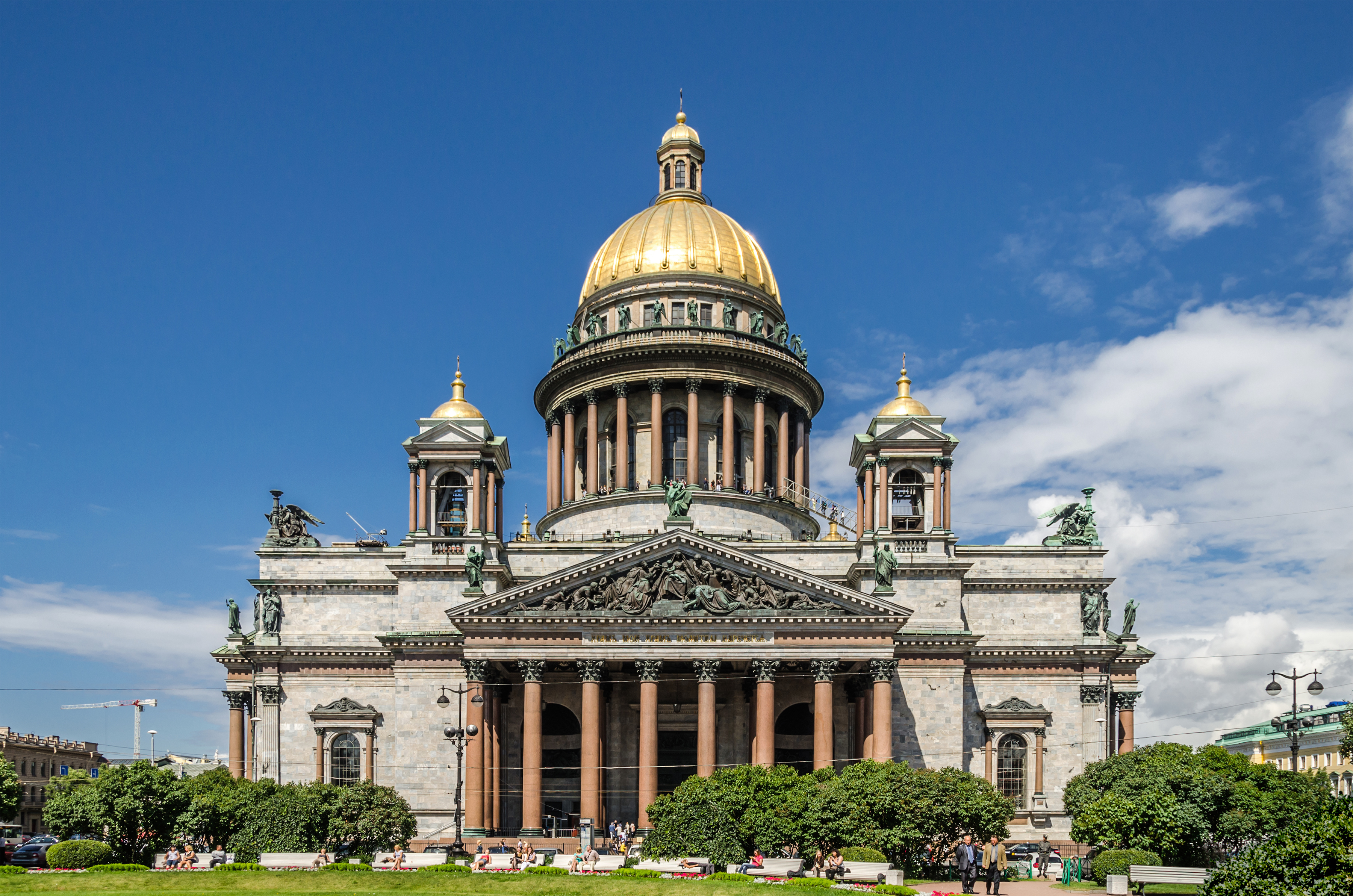
Mit 5 Kuppeln geplant: Klassizistische Isaakskathedrale in St. Petersburg

### Grundformen
In Griechenland, den slawischen Ländern Südosteuropas und in Russland ist die Kreuzkuppelkirche Standardschema. Ein großer Teil der orthodoxen Kirchenbauten ist nicht viel länger als breit, denn man bevorzugte den Grundriss der höheren Teile des Gebäudes einem Griechischen Kreuz anzunähern (Kreuzkirche im engeren Sinne). In Russland, Ukraine, Belarus und ruthenisch geprägten Gegenden Polens bestehen orthodoxe und unierte Kirchenbauten nicht selten aus einer Aneinanderreihung mehrerer Bauteile von jeweils annähernd quadratischem Grundriss. Die Bauform der Basilika, aus der auch die orthodoxen Kirchen hervorgingen, kommt in der Orthodoxie in der Variante der Kreuzbasilika mit zumeist sehr kurzen Kreuzarmen vor.

### Landestypische Besonderheiten
Die zeitliche Entwicklung des orthodoxen Kirchenbaus zeichnet sich durch eine stärkere Verbundenheit an der spätrömischen Architektur und dem weniger häufigen Aufgreifen architektonischer Moden aus, als etwa bei den westkirchlichen (katholischen und protestantischen). Nicht unbedeutend für diese Entwicklung ist die Hagia Sophia von Konstantinopel, heute Istanbul sowie deren Verlust für die Orthodoxie. Ebenso wie bei anderen Konfessionen finden sich jedoch auch bei Orthodoxie herausragende Beispiele aller Architekturepochen.
Es gibt auch regionale Unterschiede, begünstigt dadurch, dass ein großer Teil der ostkirchlichen Gemeinschaften autokephal ist, andererseits durch regionale Baustoffe oder das Zusammenleben mit anderen religiösen Gemeinschaften.
In Griechenland, der heutigen Türkei und auf dem Balkan sind die Kirchenkuppeln in der Regel einschalig, was sie äußerlich gedrungen erscheinen lässt. In russischen Landen baute und baut man dagegen vorzugsweise Zwiebeldächer über die Kuppeln. Die stilistische Besonderheit der Moskauer Basilius-Kathedrale und einiger ähnlich gestalteter kleinerer Kirchen aus derselben Zeit wird dahingehend gedeutet, dass hier die Architektur der Moschee der kurz vorher eroberten und zerstörten tatarischen Hauptstadt Kasan Pate gestanden hat.
In die ostkirchliche Architektur Polen-Litauens fanden sich häufiger barocke Elemente (Ukrainisches Barock) Aufnahme. Freskenbemalung der Außenwände und zu deren Schutz weit überstehende Dächer sind eine Spezialität der rumänischen Kirche (Moldauklöster im Gebiet des ehemaligen Fürstentums Moldau und die Holzkirchen in der Maramureș).

### Klöster
Ein großer Anteil der kunsthistorisch bedeutenden orthodoxen Kirchen sind Klosterkirchen. Beispiele:
- Kloster Putna (Rumänien)
- Osios Loukas (Griechenland)
- Studenica (Serbien), dessen Muttergotteskirche ausnahmsweise einen sehr langgestreckten Grundriss hat.
- Kloster Horezu (Rumänien)
- Rila-Kloster (Bulgarien), im 19. Jahrhundert großzügig ausgebaut
- Sveti Naum (Nordmazedonien), aus dem 9. Jahrhundert
- Kiewer Höhlenkloster (Ukraine), Beispiel des ukrainischen Barock
- Dreifaltigkeitskloster von Sergijew Possad (Russland), bekannter unter dem sowjetischen Namen Sagorsk

In orthodoxen Klöstern steht oft mehr als nur eine Kirche; einen Kreuzgang haben sie dagegen fast nie.

### Historische Bedingungen
Wie bei jeglichen religiösen Gebäuden verbreitet, ist die Größe ostkirchlicher Kirchenbauten nicht zuletzt davon beeinflusst, ob jeweilige Kirchengemeinschaft eng mit dem Staat verbunden war, oder unter islamischer oder katholischer Herrschaft nur geduldet. So wurden in Griechenland und den Balkanländern nach deren Loslösung vom Osmanischen Reich vielerorts Kirchen gebaut, die größer sind als die dort erhaltenen mittelalterlichen, so die Alexander-Newski-Kathedrale in Sofia.
Das Äußere konfessionell umgewidmeter Gotteshäuser, zum Beispiel in früher zu Polen-Litauen gehörigen Orten in Belarus und der Ukraine oder in der Oblast Kaliningrad, spiegelt wie überall die Konfession der ursprünglichen Bauherren wider.

## Ausstattung

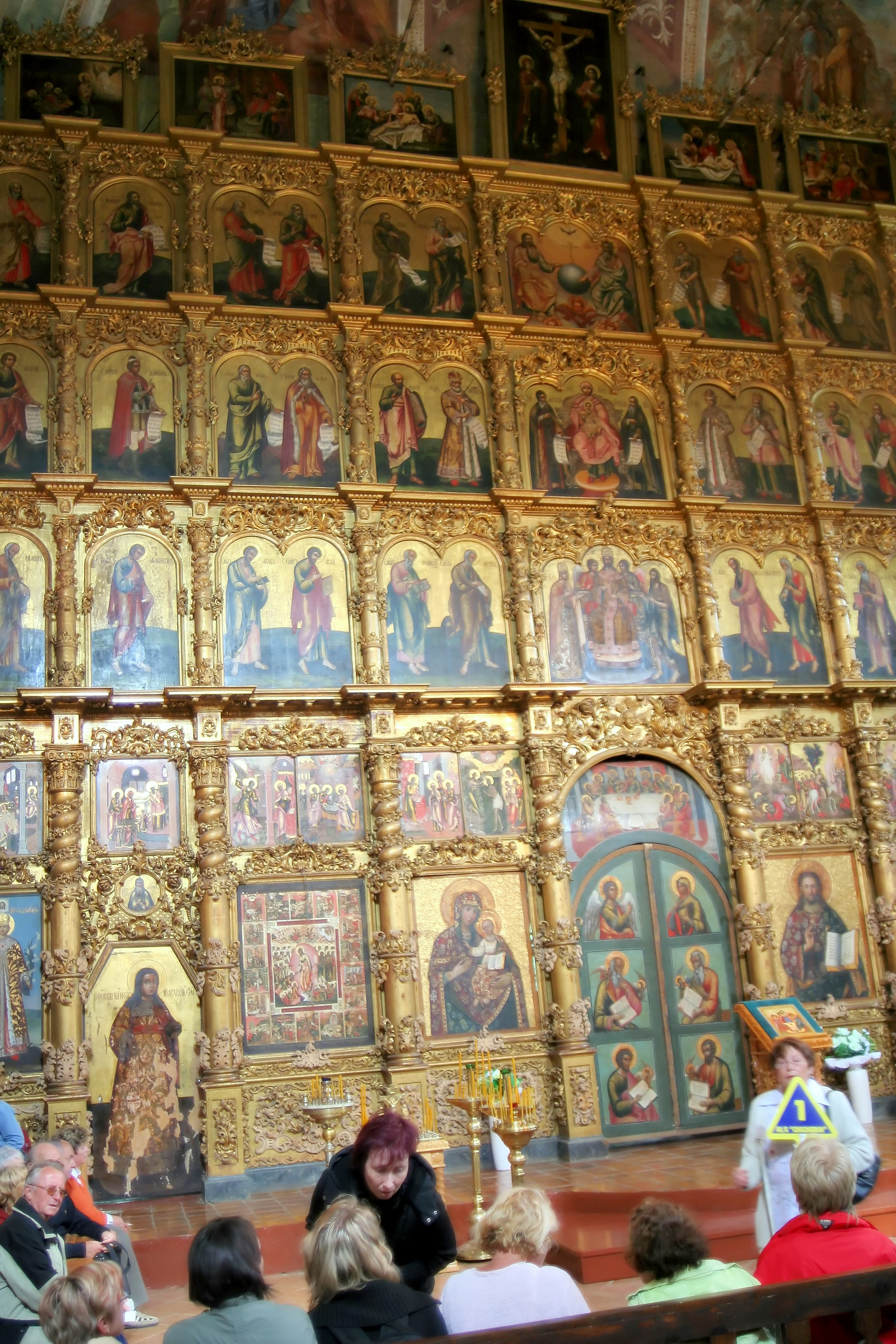
Ikonostase der Kathedrale von Uglitsch (Russland)

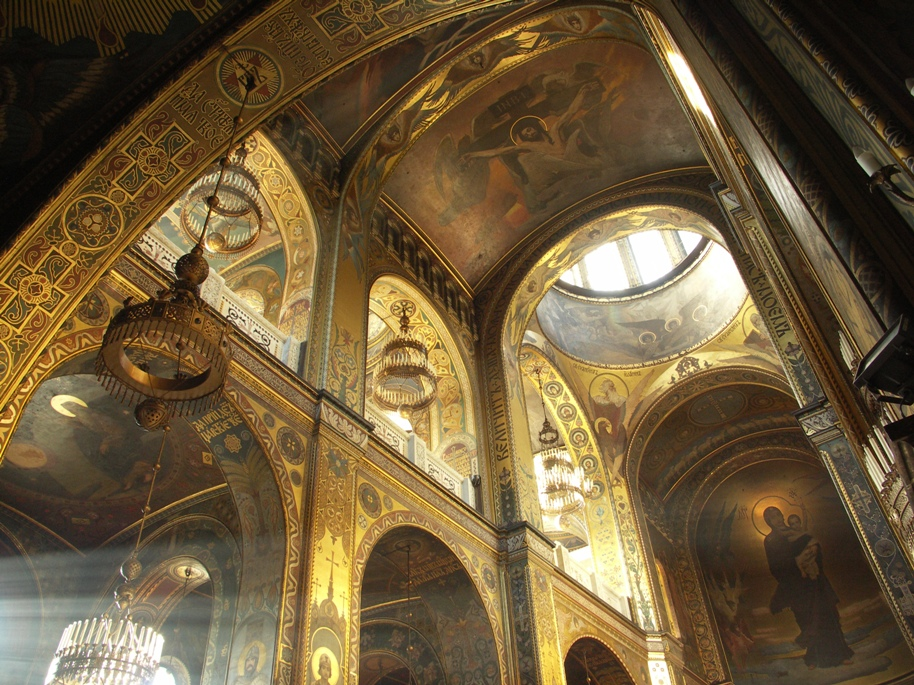
Innenraum der St. Wladimir-Kirche, Kiew

Der Innenraum orthodoxer Kirchengebäude ist nach den Erfordernissen des ostkirchlichen Ritus, in Europa zumeist Byzantinischen Ritus gestaltet:
- Das Kirchengebäude ist in der Regel geostet und folgt einer bestimmten dreiteiligen Raumaufteilung:
Der Altarraum (Allerheiligstes) im Osten ist vom Gemeinderaum – dem Naos, Viereck oder viereckiger Raum genannten Kirchenschiff (altgriechisch ναός naós ‚Tempel‘) – optisch durch eine mit Bildern bedeckte Trennwand geschieden, die Ikonostase. Diese Trennung kann als Rückgriff auf vorchristliche griechische Tradition verstanden werden; der wichtigste Teil altgriechischer und altrömischer Tempel war die Cella, zu der nur Priester Zugang hatten. Im Mittelalter gab es auch in westlichen Kirchen eine Trennung, die aber den Blick in der Regel nicht ganz verstellte, den Lettner. Für die orthodoxe Theologie steht das Verbergen des Allerheiligsten hinter der Ikonostase dafür, dass Gott ohne Vermittlung durch Christus unerreichbar sei. Die Bildinhalte der Ikonostase vermitteln nach dieser Lehre zwischen der Gemeinde und dem Allerheiligsten. Die Ikonostase ist so angelegt, dass trotz dieser Raumteilung die hinter der Trennwand gesprochene und gesungene Liturgie im Gemeinderaum verstanden werden kann.
Der Naos wird betreten durch den Narthex, eine Vorhalle in der Breite des Kirchengebäudes, auch Refektorium genannt; hier werden Kerzen, Ikonen und kirchliche Gegenstände verkauft, und von hier aus sind die Diensträume der Kirche erreichbar.[1]
- Die Gestaltung der Bilder (Ikonen) unterliegt traditionell strengen Regeln.
- Orthodoxe Kirchen haben keine Orgel, da die orthodoxe Christenheit die menschliche Stimme als einzig zulässiges Instrument betrachtet, um Gott Lobpreis darzubringen.

Auch über die Ikonostase hinaus sind nicht wenige orthodoxe Kirchen prächtig ausgemalt. Historisch ist dabei der Byzantinische Bilderstreit des frühen Mittelalters bemerkenswert, in dem sich die Ikonoklasten gegen den Bilderschmuck der Kirchen wandten, Jahrhunderte vor den Bilderstürmern zur Zeit der westkirchlichen Reformation. Auf dem Zweiten Konzil von Nicäa (787) wurde dieser Streit beendet, indem unter Verweis auf die Fleischwerdung Christi die bildliche Darstellung Christi, der Engel und der Heiligen ausdrücklich gebilligt wurde. Dies gilt jedoch nur für zweidimensionale (Ab-)Bilder. In dieser Erinnerung an das biblische Bilderverbot sind Skulpturen in orthodoxen Kirchen nicht üblich und werden gemeinhin skeptisch gesehen. In Griechenland wie in Russland schmückte man die Innenwände und Gewölbe der Kirchen gerne mit Mosaiken. Während diese in der Frühzeit vorzugsweise aus einfachem Material waren (Glasmosaiken), geizte man später nicht mit Gold.

## Bilder

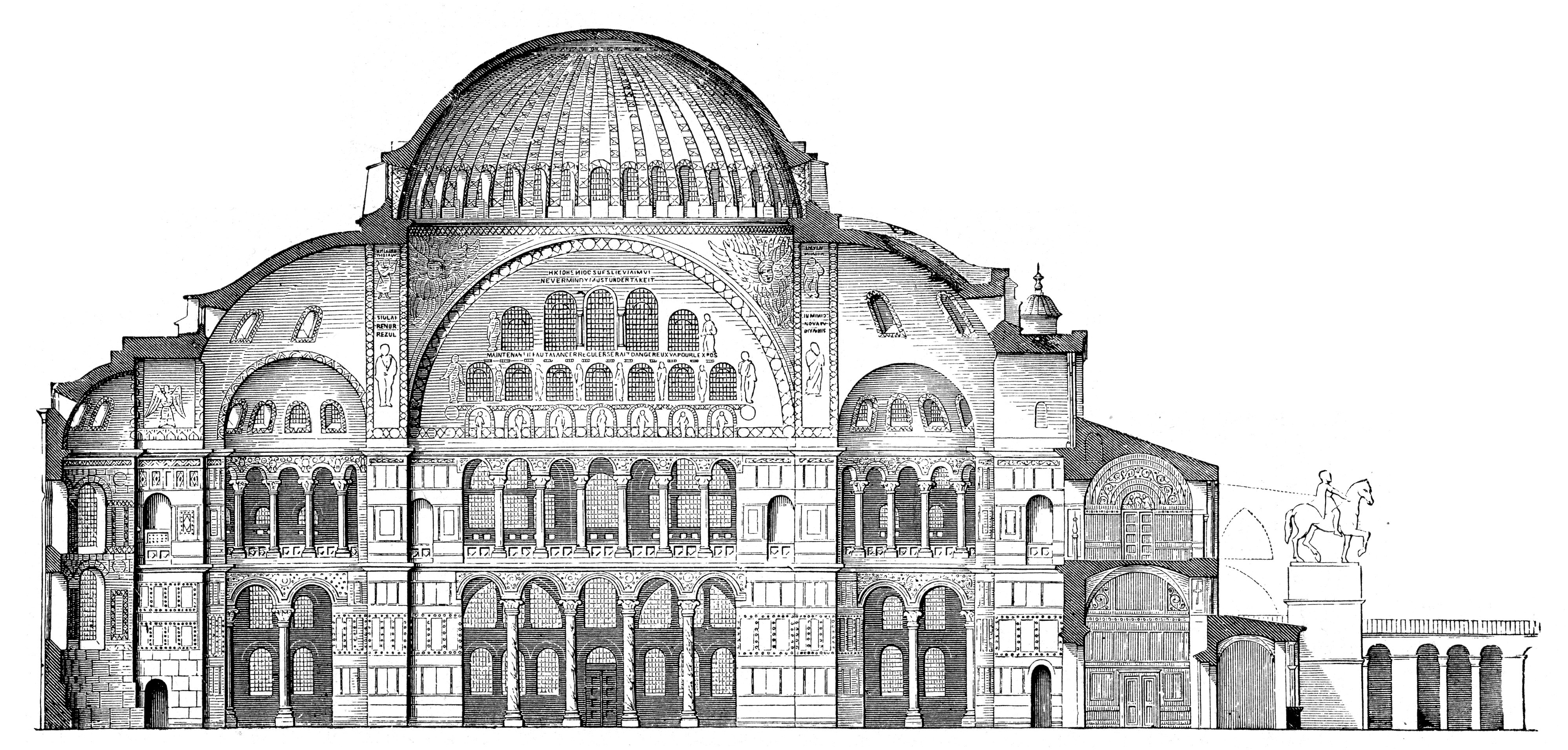
Hagia Sophia (Konstantinopel/Istanbul)
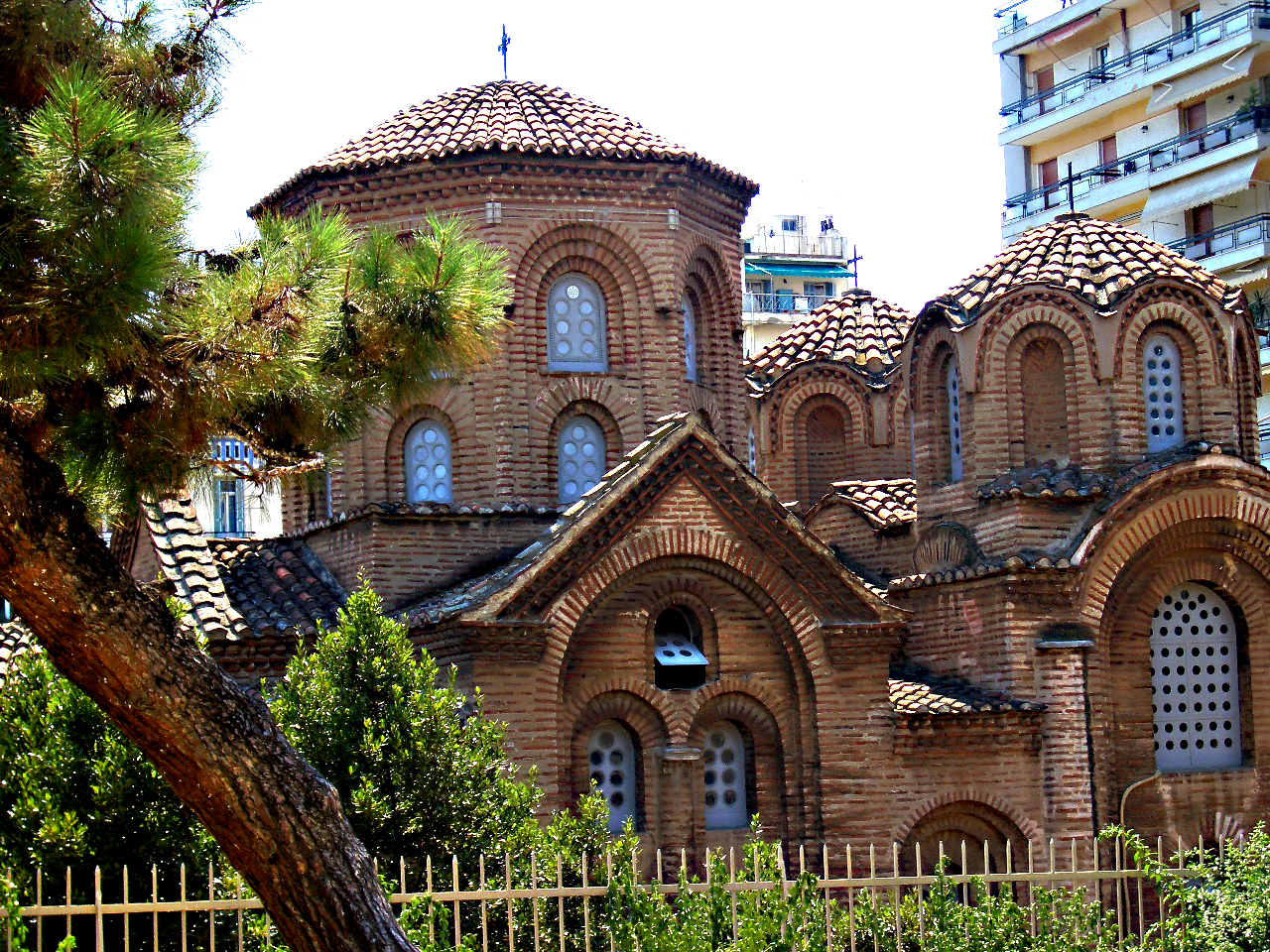
Panagia Chalkeon-Kirche in Thessaloniki, 13. Jh.
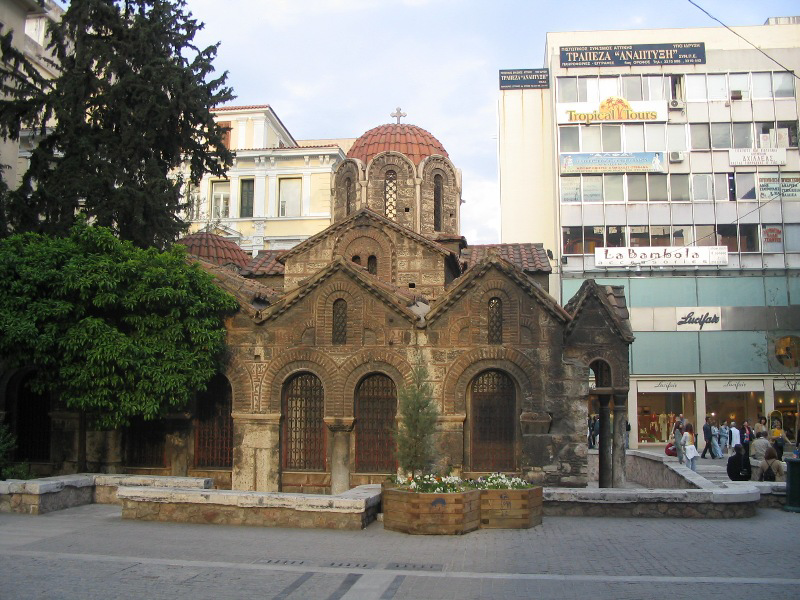
Kreuzkuppelkirche Kapnikarea (Athen), 11. Jh.
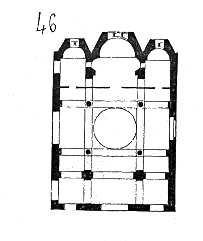
Grundriss der Kapnikarea (Athen)
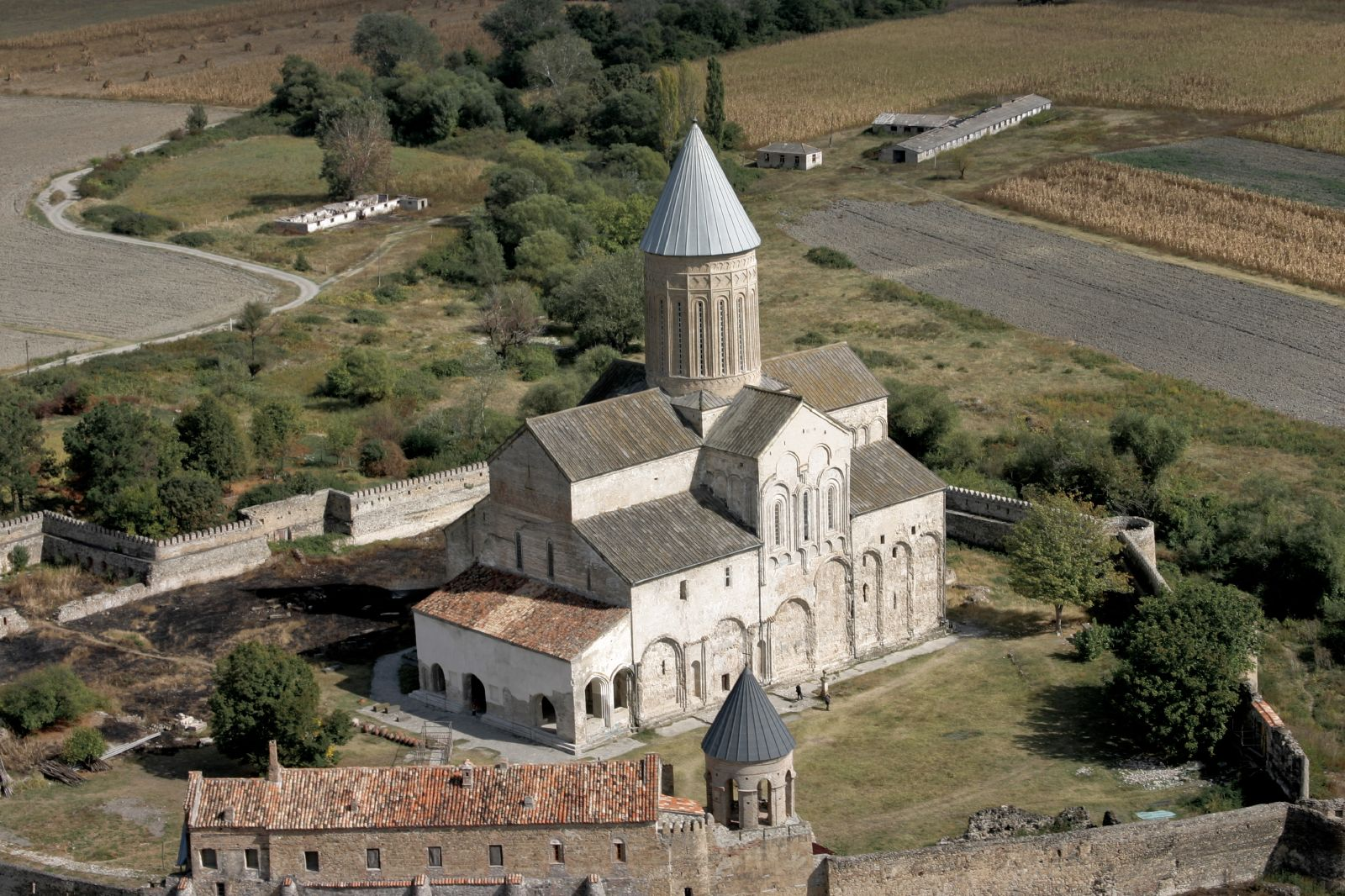
St. Georgs-Kathedrale in Alawerdi (Georgien), 11. Jahrhundert
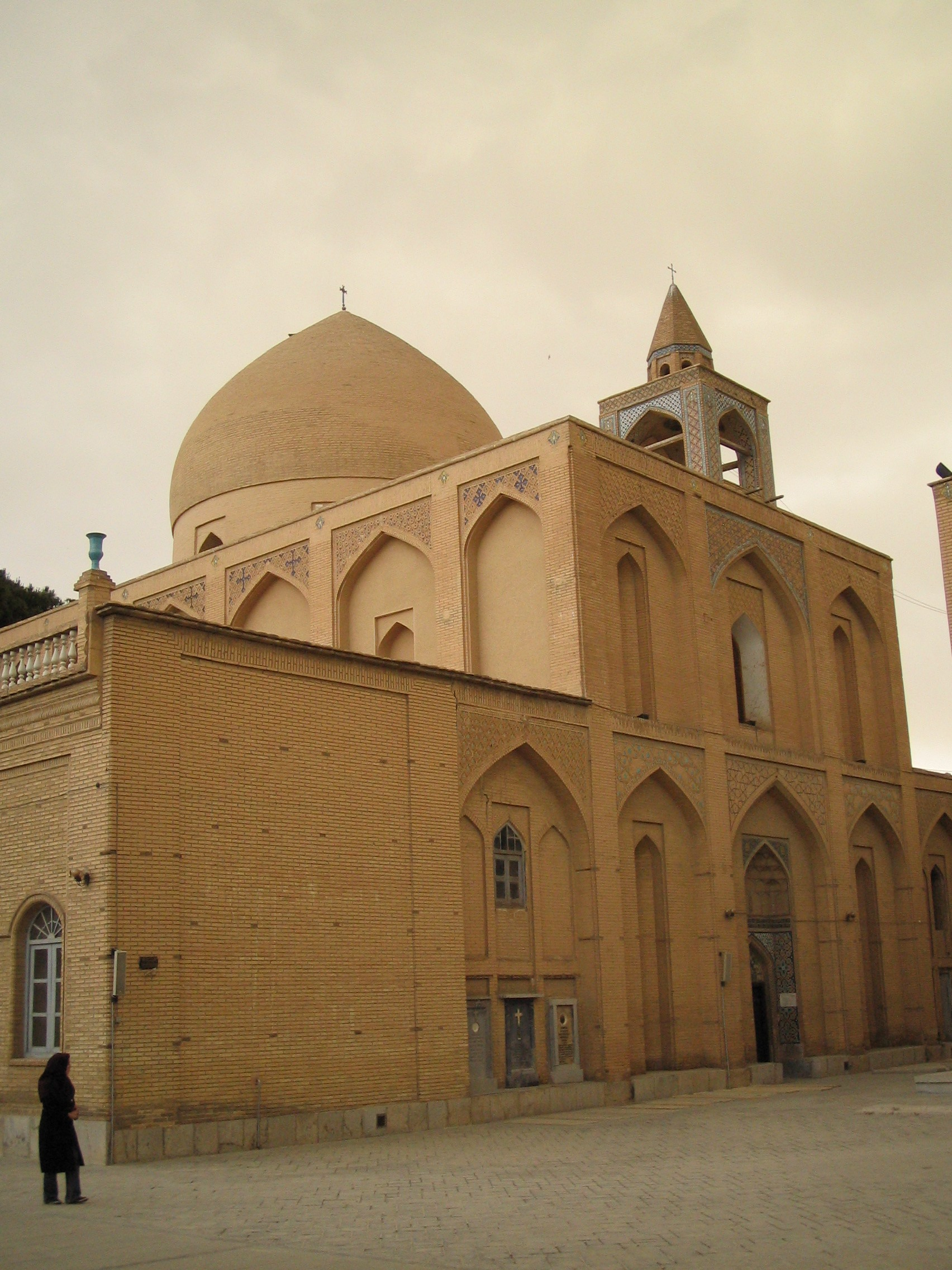
Armenische Vank-Kathedrale in Isfahan (Iran)
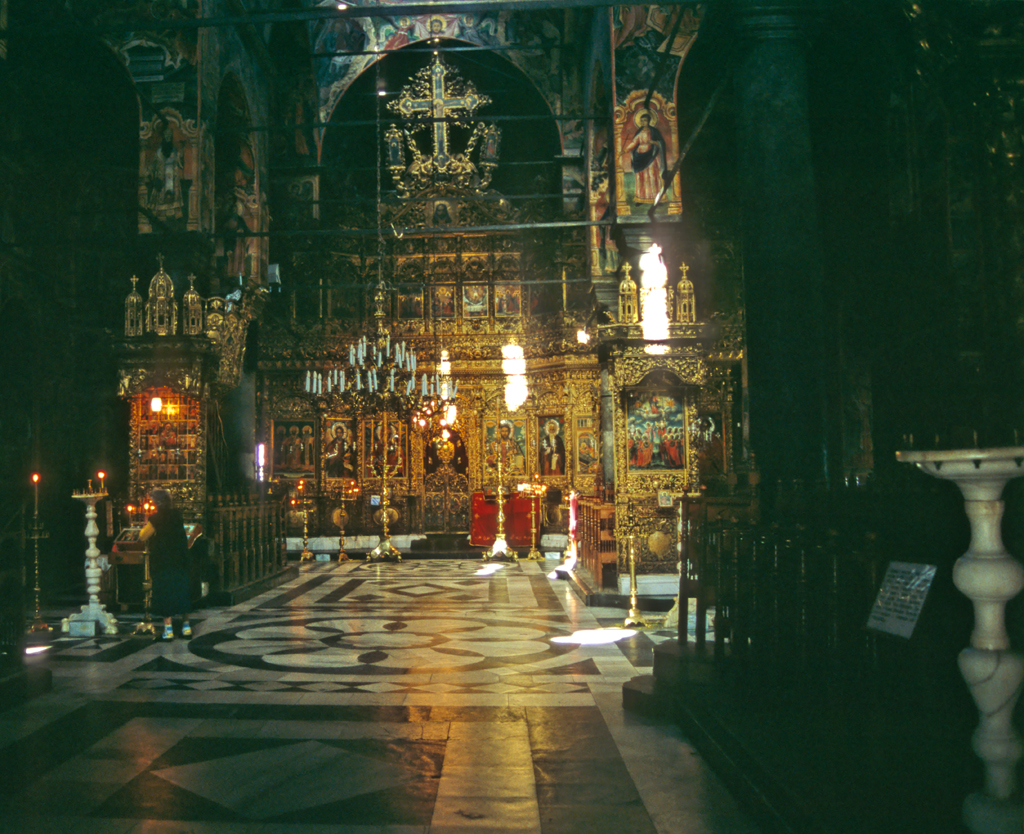
Klosterkirche Rila (Bulgarien), 10. und 19. Jahrhundert
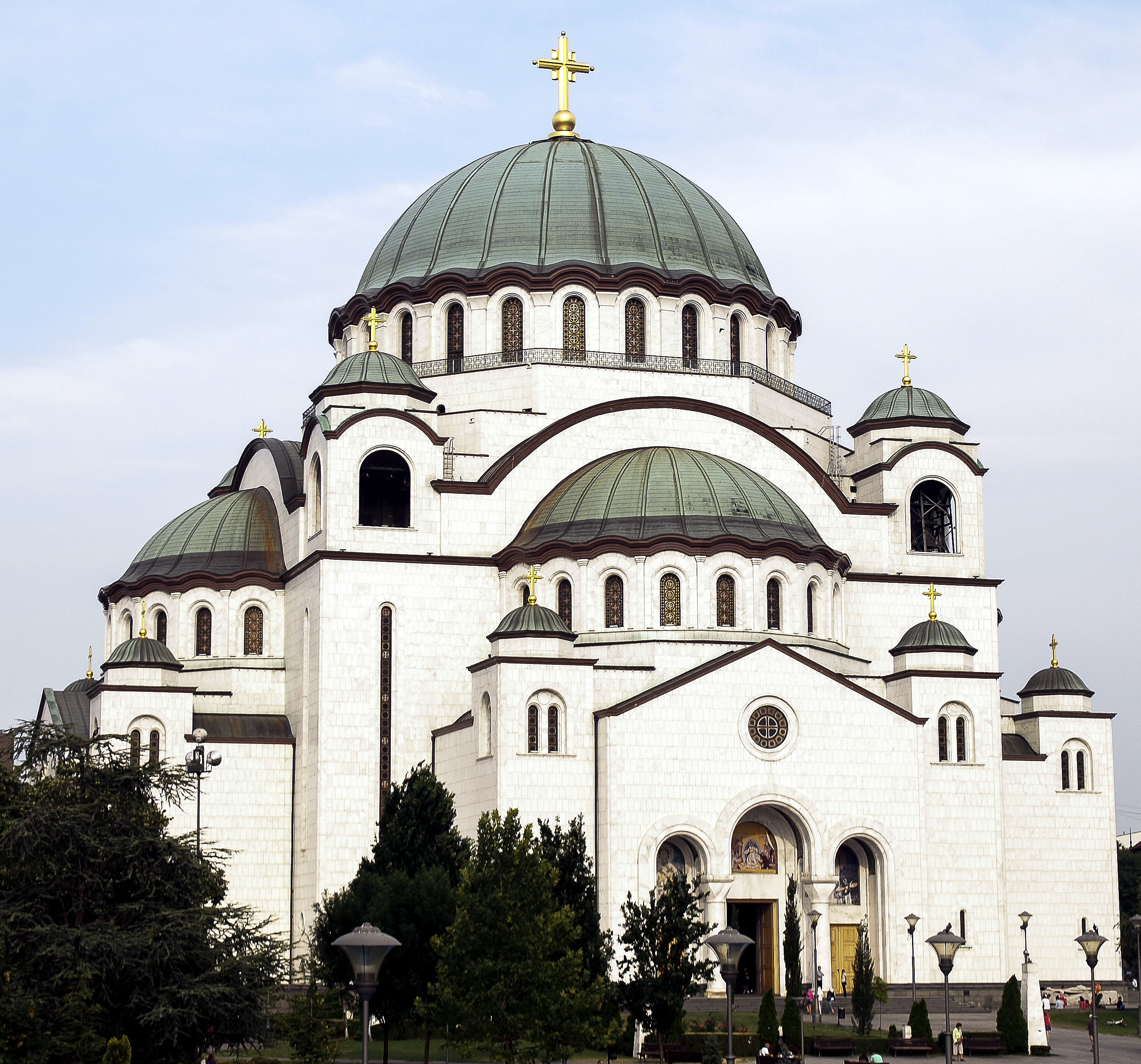
Kathedrale des Hl. Sava auf dem Vračar, Belgrad (Serbien)
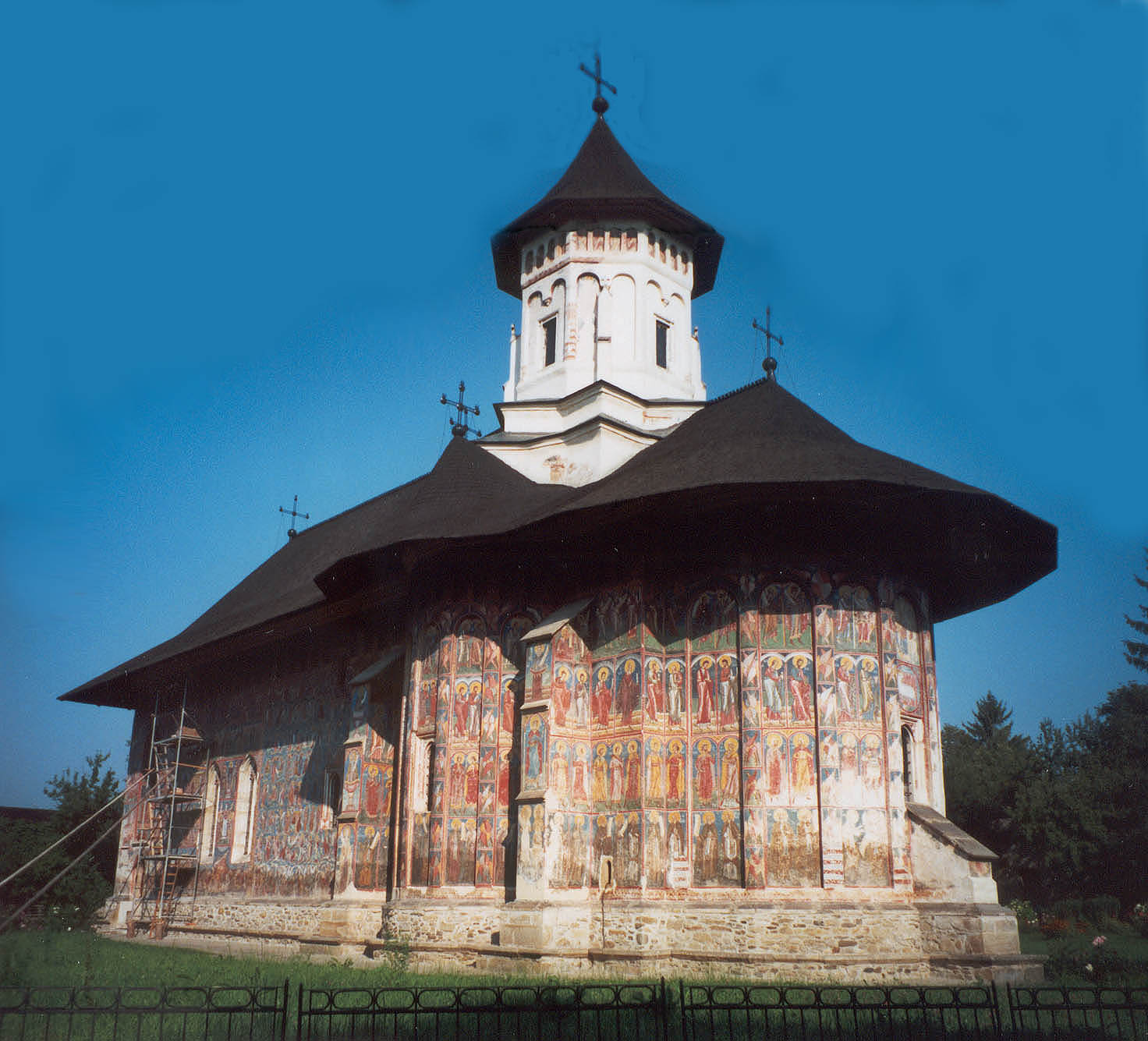
Klosterkirche Moldovița (Bukowina, Rumänien), 16. Jahrhundert
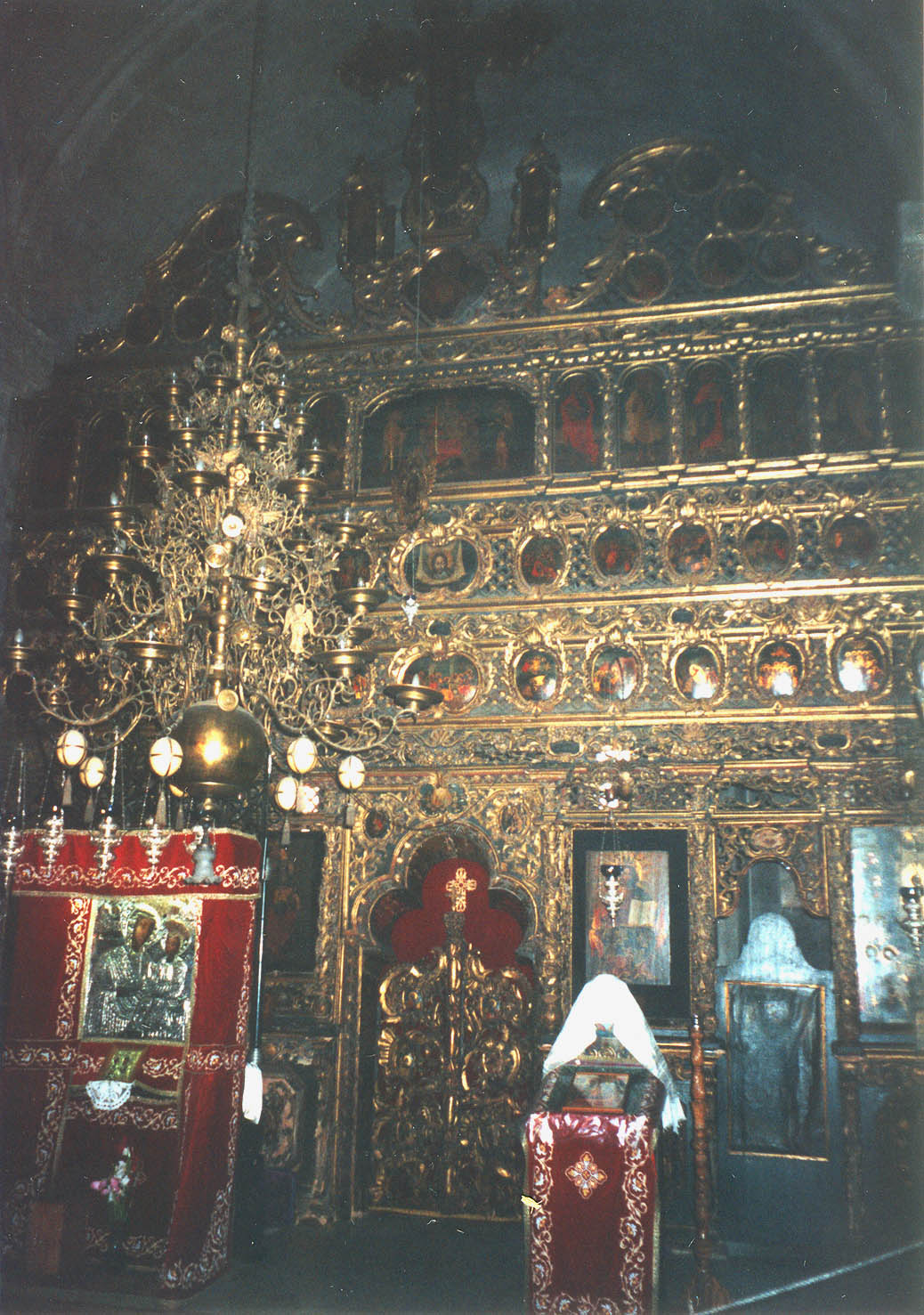
Ikonostase der Klosterkirche Putna (Bukowina, Rumänien)
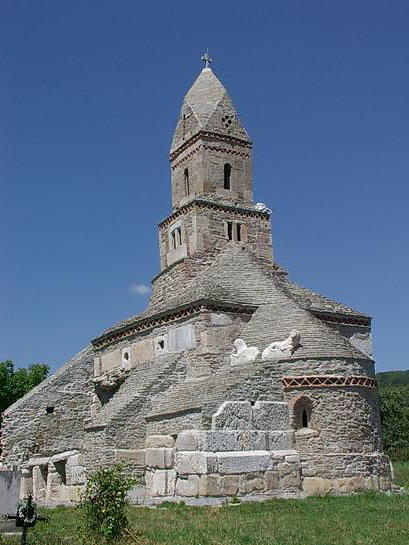
Sfântul Nicolae (13. Jahrhundert) bei Hunedoara (Siebenbürgen, Rumänien)
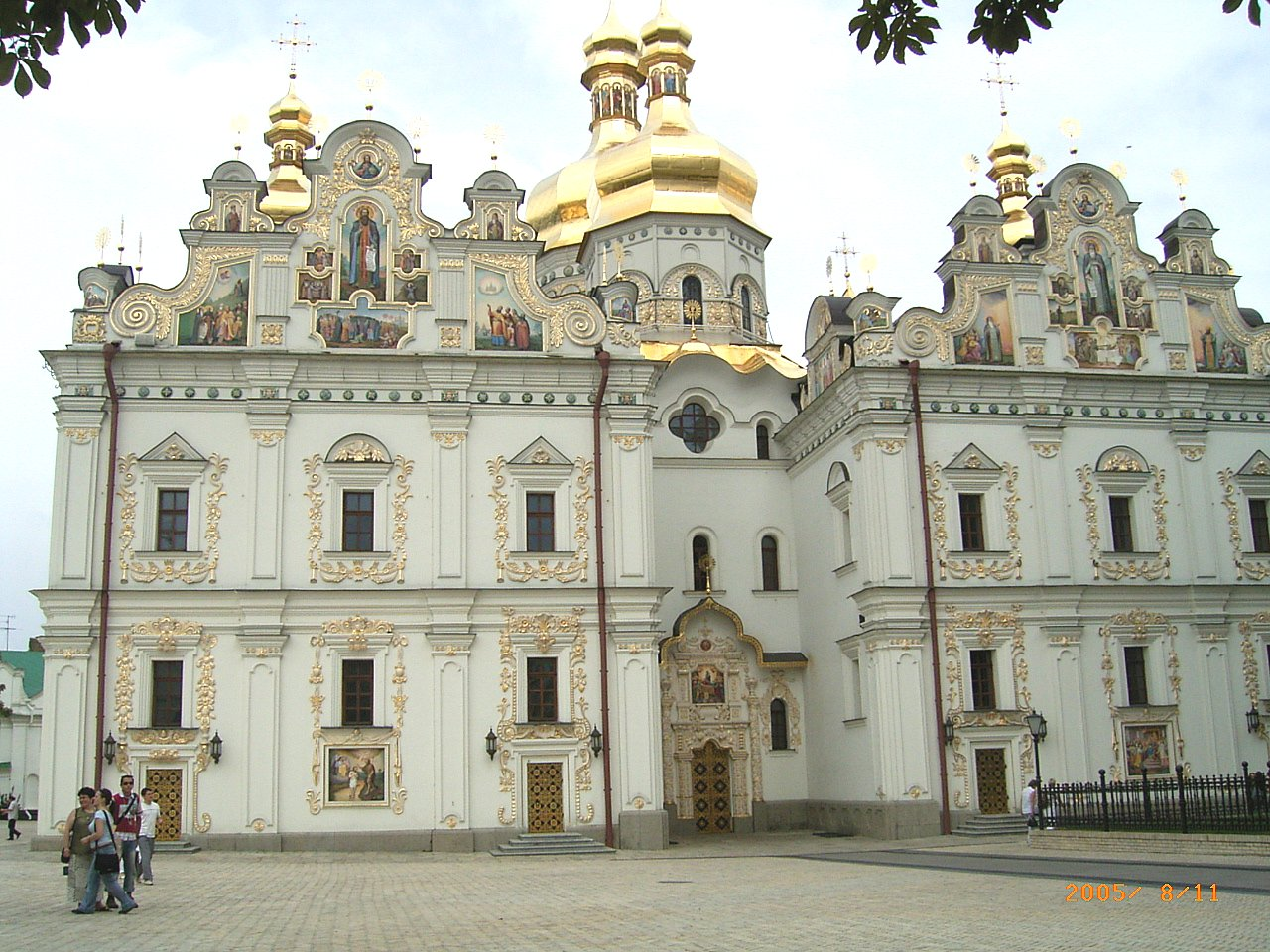
Uspenski-Kathedrale des Kiewer Höhlenklosters
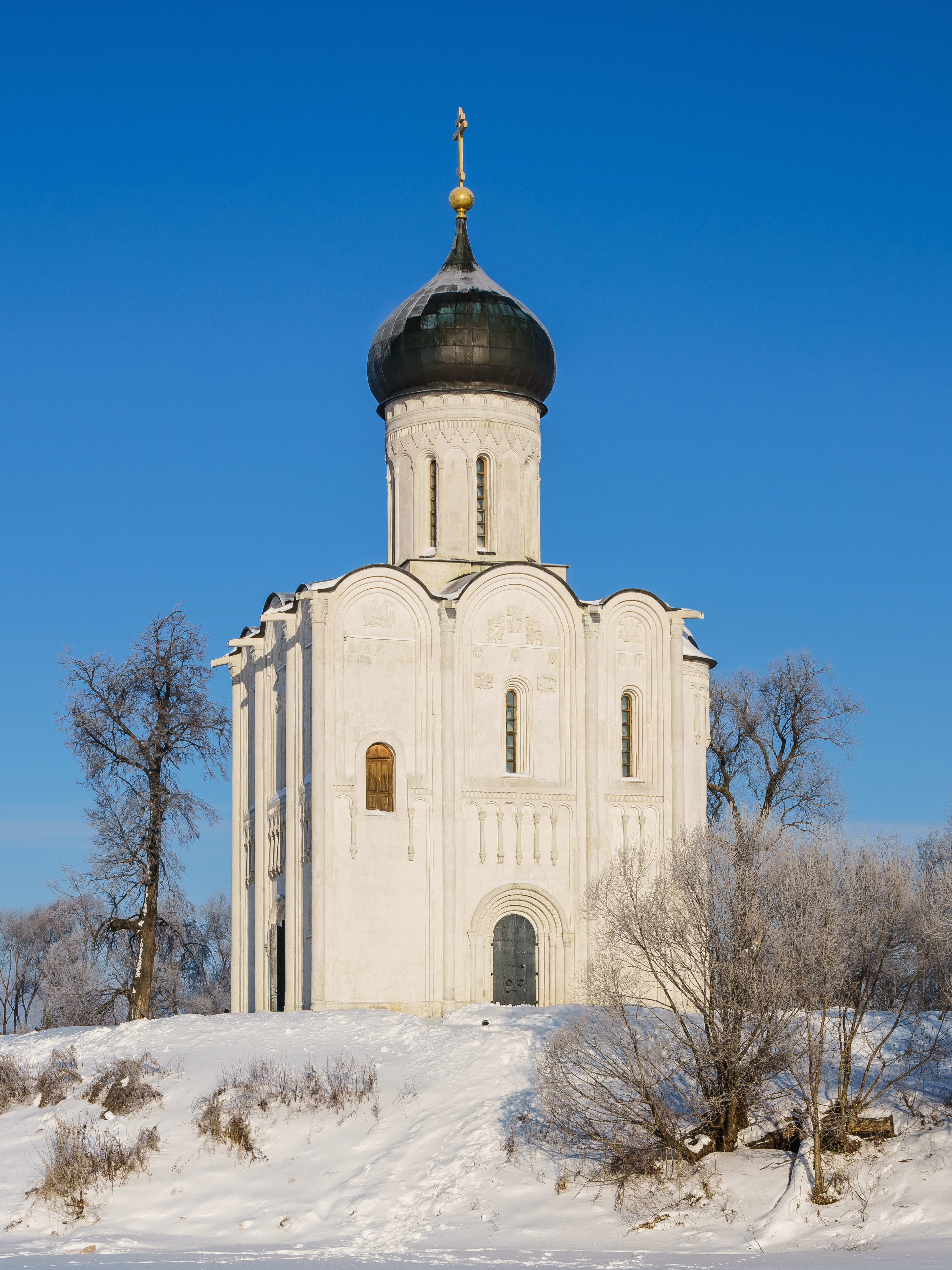
ehem. Residenzkirche Bogoljubowo an der Nerl (Kljasma) (Russland), 12. Jahrhundert
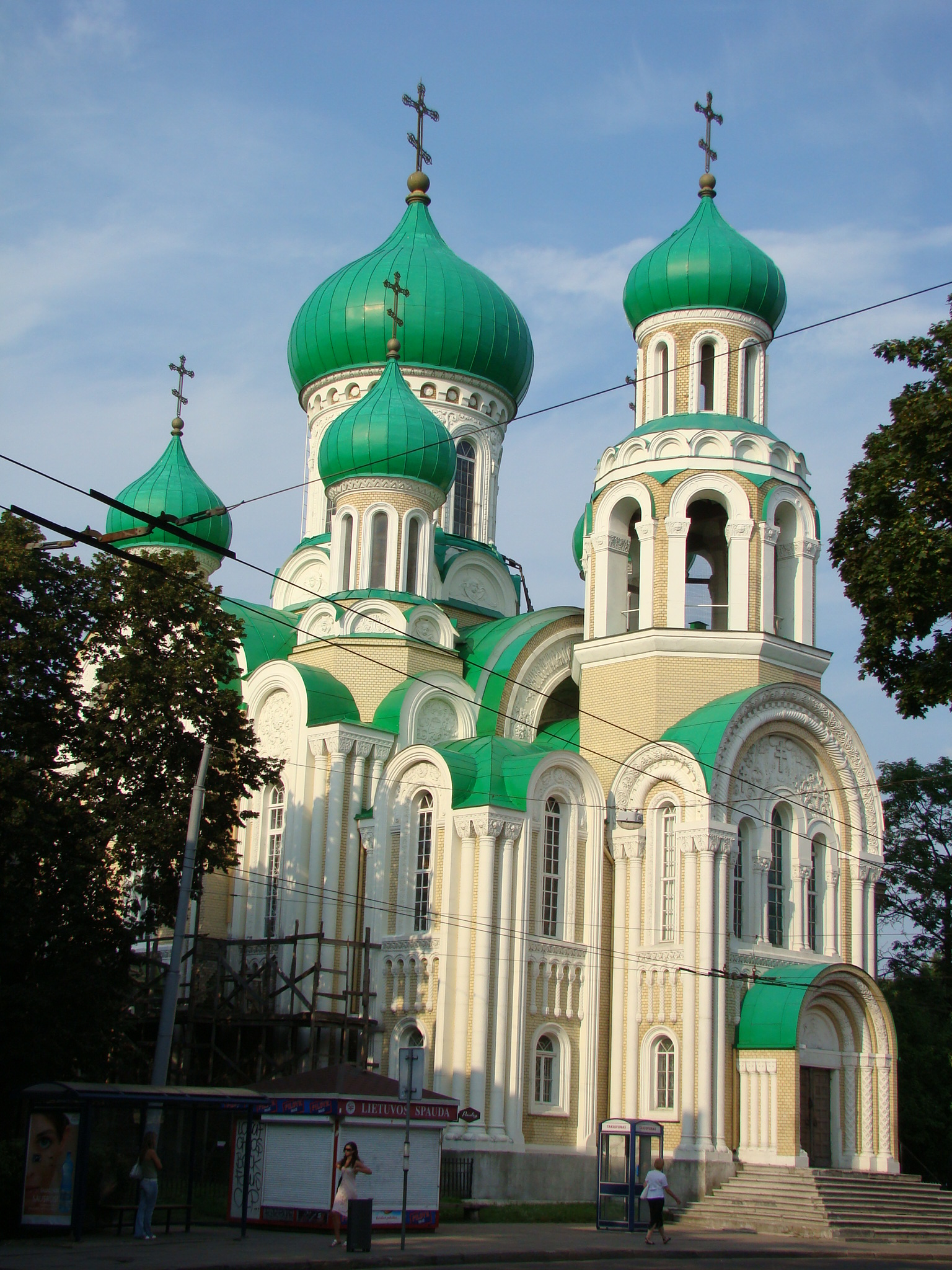
St. Michael und Konstantius in Vilnius (Litauen)
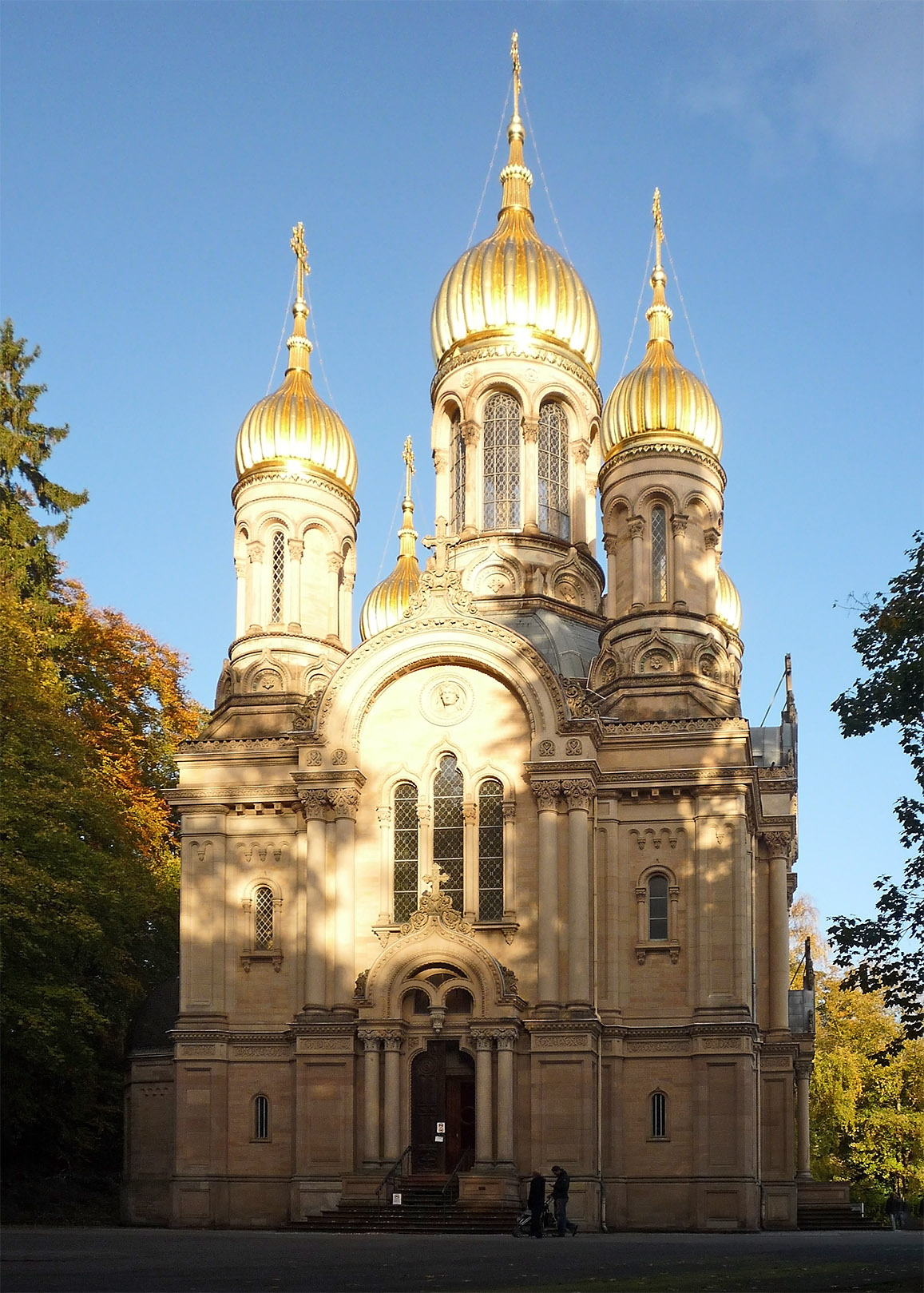
Russisch-Orthodoxe Kirche in Wiesbaden